# Heinrich Eichinger
Heinrich Eichinger war ein deutscher Turner und Turnlehrer des TSV 1860 München.

## Leben
1936 leitete er die Arbeitsgemeinschaft München der Olympiaturner.
Nach dem Zweiten Weltkrieg war er erneut in führenden Funktionen für den Deutschen Turner-Bund tätig, u. a. 1957 als Betreuer der Nationalmannschaft.
Eichinger war auch als Kampfrichter tätig.